# Parafia Matki Bożej Częstochowskiej w Wołominie
Parafia Matki Bożej Częstochowskiej w Wołominie – parafia rzymskokatolicka należąca do dekanatu wołomińskiego, diecezji warszawsko-praskiej, metropolii warszawskiej Kościoła katolickiego. Siedziba znajduje się przy ulicy Kościelnej 54 w Wołominie.

## Historia parafii
W XV wieku wieś była to wieś drobno-szlachecka, wzmiankowana jako Wolumino. W 1825 roku we wsi było 90 mieszkańców. W 1862 roku została na tym terenie zbudowana linia kolejowa, która spowodowała intensywny rozwój miejscowości.
W 1902 roku mieszkańcy zbudowali kapliczkę, a 24 listopada 1906 roku ks. Franciszek Ksawery Marmo z Kobyłki poświęcił plac pod budowę kościoła. W 1908 roku rozpoczęto budowę kościoła-kaplicy w stylu neogotyckim. W 1914 roku budowa w stanie surowym została ukończona, a w 1920 roku rozpoczęto odprawiać msze święte.
4 lutego 1919 roku Wołomin otrzymał prawa miejskie. 1 kwietnia 1924 roku dekretem kard. abpa Aleksadra Kakowskiego, z wydzielonego terytorium parafii w Kobyłce. 27 sierpnia 1927 roku odbyła się konsekracja kościoła, której dokonał kard. abp Aleksander Kakowski. W sierpniu 1944 roku podczas frontu wojennego połowa wieży została zniszczona przez armię radziecką, a 5 września 1944 roku resztę wieży wysadzili Niemcy. Zawalająca się wieża zniszczyła nawę kościoła, a ocalało tylko prezbiterium.
Po II wojnie światowej zbudowano tymczasową kaplicę, która w październiku 1946 roku została poświęcona przez kard. abpa Augusta Hlonda. W latach 1950–1953 do pozostałego prezbiterium dobudowano dwukrotnie większy kościół, według projektu arch. prof. Stanisława Marzyńskiego. 25 września 1953 roku kościół został poświęcony przez bpa Wacława Majewskiego.
W 1962 roku staraniem proboszcza ks. Jana Sikory w parafii rozpoczęły posługę Siostry Michalitki. 6 października 1966 roku odbyła się konsekracja kościoła, której dokonał kard. abp Stefan Wyszyński. W latach 1980–1985 prof. Jerzy Ostrowski wykonał polichromię o tematyce historycznej i religijnej, przedstawiających 1000-letnie związki pomiędzy Kościołem katolickim a Polską.

## Proboszczowie
- ks. Jan Golędzinowski (1924–1932)
- ks. Leon Jackowski (1932–1941)
- ks. Apoloniusz Kosiński (1941–1947)
- ks. Walenty Zasada (1947–1950)
- ks. Mieczysław Grabowski (1950–1962)
- ks. prał. Jan Sikora (1962–1999)[4]
- ks. kan. Sylwester Sienkiewicz (1999–2015)[5]
- ks. kan. Witold Gajda (od 2015)[6]

## Zasięg parafii
Do parafii należy 16 700 wiernych z miejscowości
- Wołomin – ulice: Aleja Niepodległości, Asnyka, Boczna, Broniewskiego, Chrobrego, Ciasna, Daszyńskiego, Długa, Duczkowska, Dworska, Hutnicza, Królowej Jadwigi, Katowicka, Kazimierza Wielkiego, Kolonia Gródek, Kościelna, Legionów (do Lipińskiej), Lipińska (od Legionów), Mariańska, Mickiewicza (do Lipińskiej), Mieszka I, Miła, Moniuszki, Nowowiejska, Oleńki, Peronowa, Plac 3 Maja, Polna, Poprzeczna, Przechodnia, Przyjacielska, Reja, Świętej Rity, Rodzinna, Danuty Siedzikówny „Inki”, Sienkiewicza, Sikorskiego (nieparzyste do 1 Maja, parzyste do Lipińskiej), Słoneczna, Stacja Słoneczna, Szosa Jadowska, Teligi, Toruńska, Wąska, Wileńska (od Legionów), Zakładowa, Żelazna
- Nowe Lipiny – ulice: Batalionów Chłopskich (do Wąskiej), Błękitna, Duczkowska, Górna, Kasztanowa, Krzyżowa, Poprzeczna, Rodzinna, Rolna, Szczęsna, Szeroka, Szosa Jadowska (do 54), Wąska, Wspólna,
- Stare Lipiny.